# Рей Селестин
Рей Селестин (на английски: Ray Celestin) е английски сценарист и писател на произведения в жанра трилър, криминален роман и исторически роман.

## Биография и творчество
Рей Селестин е роден в Лондон, Англия. Следва изкуство и азиатски езици. След дипломирането си става телевизионен сценарист и пише разкази.
Първият му роман „Убийствен джаз“ от поредицата „Градски блус квартет“ е издаден през 2014 г. Поредицата детективски романи е с участието на агентите на Националната детективска агенция „Пинкертън“, Майкъл Талбот и Айда Дейвис. Действието, което се базира на реални събития и герои, се развива в продължение на няколко десетилетия в няколко американски града: Ню Орлиънс през 1919 г., Чикаго през 1928 г., Ню Йорк през 1947 г. и Лос Анджелис през 60-те години на ХХ век, като третира темата за връзките между музиката, мафията и политиката на фона на джаз музиката. В първия роман, „Убийствен джаз“, действието се развива в Ню Орлиънс през 1919 г. Сериен убиец броди из празнуващия град и обявява, че ще пощади всеки дом, в който свири джаз музика. С издирването му се заемат трима души – полицейският детектив, който отговаря за официалното разследване, бившият му шеф, току-що излязъл от затвора и работещ с мафията, и секретарка в детективската агенция „Пинкертън“, която се натъква на важни улики. Романът печели наградата „Нов кървав кинжал“ за дебют от Асоциацията на криминалните писатели, а през 2016 г. печели наградата на Шведската академия на криминалните писатели за най-добър криминален роман, преведен на шведски. Четвъртият романа от поредицата, „Сънсет суинг“ от 2021 г., получава наградата „Златен кинжал“ за най-добър криминален роман на годината от Асоциацията на криминалните писатели.
Рей Селестин живее в Лондон.

## Произведения

### Самостоятелни романи
- Palace of Shadows (2023)[1][2]

### Поредица „Градски блус квартет“ (City Blues Quartet)
1. The Axeman's Jazz (2014) – награда „Нов кървав кинжал“ за дебют[1][2][3]
Убийствен джаз, изд.: ИК „Кръг “, София (2022), прев. Юрий Лучев
2. Dead Man's Blues (2016) – награда за исторически трилър[4]
3. The Mobster's Lament (2019)
4. Sunset Swing (2021) – награда „Златен кинжал“, награда „Исторически кинжал“